# Steve Jones (golfer)
Steven Glen Jones (Artesia, 27 december 1958) is een Amerikaans golfer die golft in de Champions Tour. Hij golfde ook in de PGA Tour, waar hij acht golftoernooien won, waarvan één Major.

## Loopbaan
In 1981 werd Jones een golfprofessional en zes jaar later, in 1987, debuteerde hij in de PGA Tour. Op 7 februari 1988 behaalde hij zijn eerste prof- en PGA-zege door de AT&T Pebble Beach National Pro-Am te winnen. Later voegde hij nog zeven PGA-zeges, waarvan één Major op zijn erelijst. De Major die hij won was het US Open in 1996. Anno 2007 speelde hij zijn laatste golfseizoen op de PGA Tour.
In 2008 en 2009 werd Jones meermaals geopereerd aan zijn tenniselleboog. In 2011 begon hij weer voltijds te golfen en hij maakte zijn debuut op de Champions Tour.

## Prestaties
PGA Tour
| Nr. | Datum            | Toernooi                          | Score              | Score | Info                                           |
| --- | ---------------- | --------------------------------- | ------------------ | ----- | ---------------------------------------------- |
| 1   | 7 februari 1988  | AT&T Pebble Beach National Pro-Am | 74-64-70-74=280    | –8    | Won de play-off van Bob Tway                   |
| 2   | 8 januari 1989   | MONY Tournament of Champions      | 69-69-72-69=279    | –9    |                                                |
| 3   | 15 januari 1989  | Bob Hope Chrysler Classic         | 76-68-67-63-69=343 | –17   | Won de play-off van Paul Azinger en Sandy Lyle |
| 4   | 25 juni 1989     | Canadian Open                     | 67-64-70-70=271    | –17   |                                                |
| 5   | 16 juni 1996     | US Open                           | 74-66-69-69=278    | –2    |                                                |
| 6   | 26 januari 1997  | Phoenix Open                      | 62-64-65-67=258    | –26   |                                                |
| 7   | 7 september 1997 | Bell Canadian Open                | 71-68-67-69=275    | –13   |                                                |
| 8   | 12 juli 1998     | Quad City Classic                 | 64-65-68-66=263    | –17   |                                                |

Overige zeges
- 1987: JCPenney Classic (met Jane Crafter)
- 1988: Colorado Open

## Teamcompetities
Professional
- World Cup of Golf ( USA): 1996